# Jeanne Delay
Pour les articles homonymes, voir Delay.
Jeanne Marguerite Delay, née le 18 mai 1920 à Elbeuf et morte le 6 octobre 2012 à La Couture-Boussey, est une pongiste française.
Elle est quadruple championne de France (1937, 1938, 1948 et 1949). Elle remporte la médaille de bronze par équipe aux Championnats du monde de Stockholm en 1949, en compagnie de Yolande Vannoni et Huguette Béolet.